# 마킨 환초

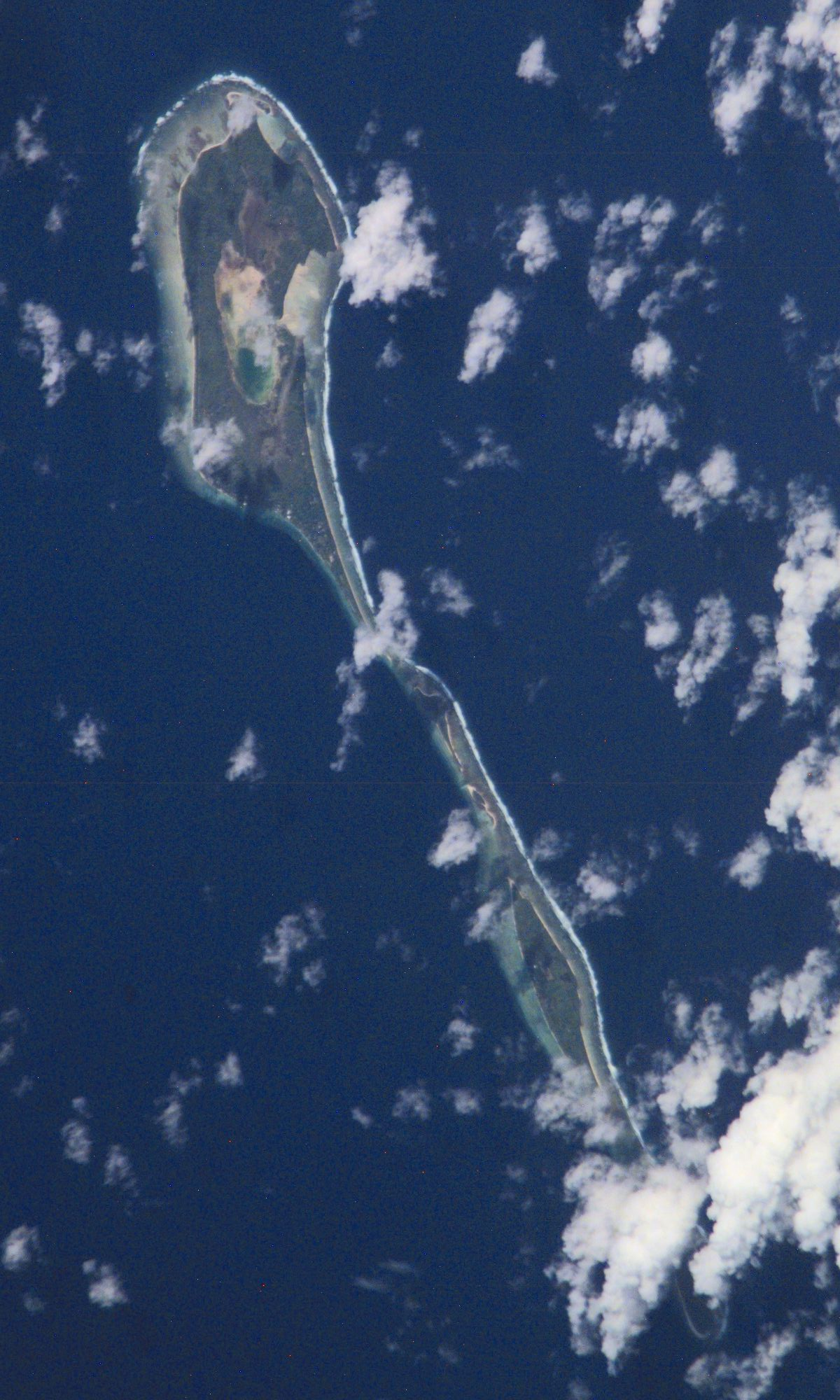
마킨 섬

마킨 환초(-環礁, 영어: Makin Atoll 메이킨 애털[*])은 태평양 중서부에 위치한 키리바시의 환초로, 길버트 제도에 속한다.
태평양 전쟁 당시 일본군과 연합군의 마킨 환초 전투가 벌어진 곳이다. 마킨 환초는 콜 오브 듀티: 월드 엣 워에도 미군의 켐페인으로 등장한다.

## 인구
| 마킨 환초: 인구 및 면적 |               |                         |              |                            |
| 마을                    | 인구 - 2010년 | 면적 (이용 가능 면적)   | 밀집도       | 이용 불가 면적             |
| Little Makin            | 1,364         | 1,541.5 에이커 (624 ha) | 0.9명/에이커 | Enclosed lagoon 84.7 acres |
| Bikin Eitei             |               | 8 에이커 (3 ha)         |              |                            |
| Aonibike                |               | 30.9 에이커 (13 ha)     |              |                            |
| Tebua Tarawa            |               | 5 에이커 (2 ha)         |              |                            |
| Kiebu                   | 434           | 242.2 에이커 (98 ha)    | 1.8명/에이커 |                            |
| Onne                    |               | 122.6 에이커 (50 ha)    |              |                            |
| Makin Total             | 1,798         | 1,950.2 에이커 (789 ha) | 0.9명/에이커 | Enclosed lagoon 84.7 acres |

## 같이 보기
- ICAO 공항 코드 목록: N